# William Aitcheson Haswell
William Aitcheson Haswell est un zoologiste australien spécialisé dans les crustacés, né le 5 août 1854 et mort le 24 janvier 1925.

## Biographie
Haswell étudie à l'université d'Édimbourg et suit notamment les cours de Thomas Henry Huxley (1825-1895) et de Charles Wyville Thomson (1830-1882). En 1878, il émigre en Australie. Il accepte un poste de conservateur au Queensland Museum de Brisbane mais ne conserve qu'un an ce poste avant de se rendre à Sydney. En 1889, il obtient un poste de professeur de biologie.
En dehors de ses publications sur les crustacés (il fait notamment paraître un Catalogue of the Australian Stalk- and Sessile-eyed Crustacea en 1882), sa publication la plus célèbre est son manuel Text book of Zoology, qu'il fait paraître en 1899 avec la collaboration de Thomas Jeffery Parker (1850–1897), cet ouvrage connaîtra plusieurs rééditions et sera l'ouvrage de référence pour les cours de zoologie durant plusieurs décennies.

## Source
- (en) Cet article est partiellement ou en totalité issu de l’article de Wikipédia en anglais intitulé « William Aitcheson Haswell » (voir la liste des auteurs).